# 辛琰
辛琰（1963年—），山西侯马人，汉族，中华人民共和国政治人物、第十二届全国人民代表大会山西地区代表。
毕业于太原工业大学煤化工业专业，加入民革。2013年，被选为全国人大代表。2018年2月24日，当选为第十三届全国人大代表。